# Middleburg Heights
Middleburg Heights – miasto w Stanach Zjednoczonych, w północnej części stanu Ohio, w pobliżu wybrzeża jeziora Erie.
Liczba mieszkańców w 2000 roku wynosiła 15 535.